# Perosa Argentina
Perosa Argentina is een gemeente in de Italiaanse provincie Turijn (regio Piëmont) en telt 3532 inwoners (31-12-2004). De oppervlakte bedraagt 26,3 km², de bevolkingsdichtheid is 134 inwoners per km².

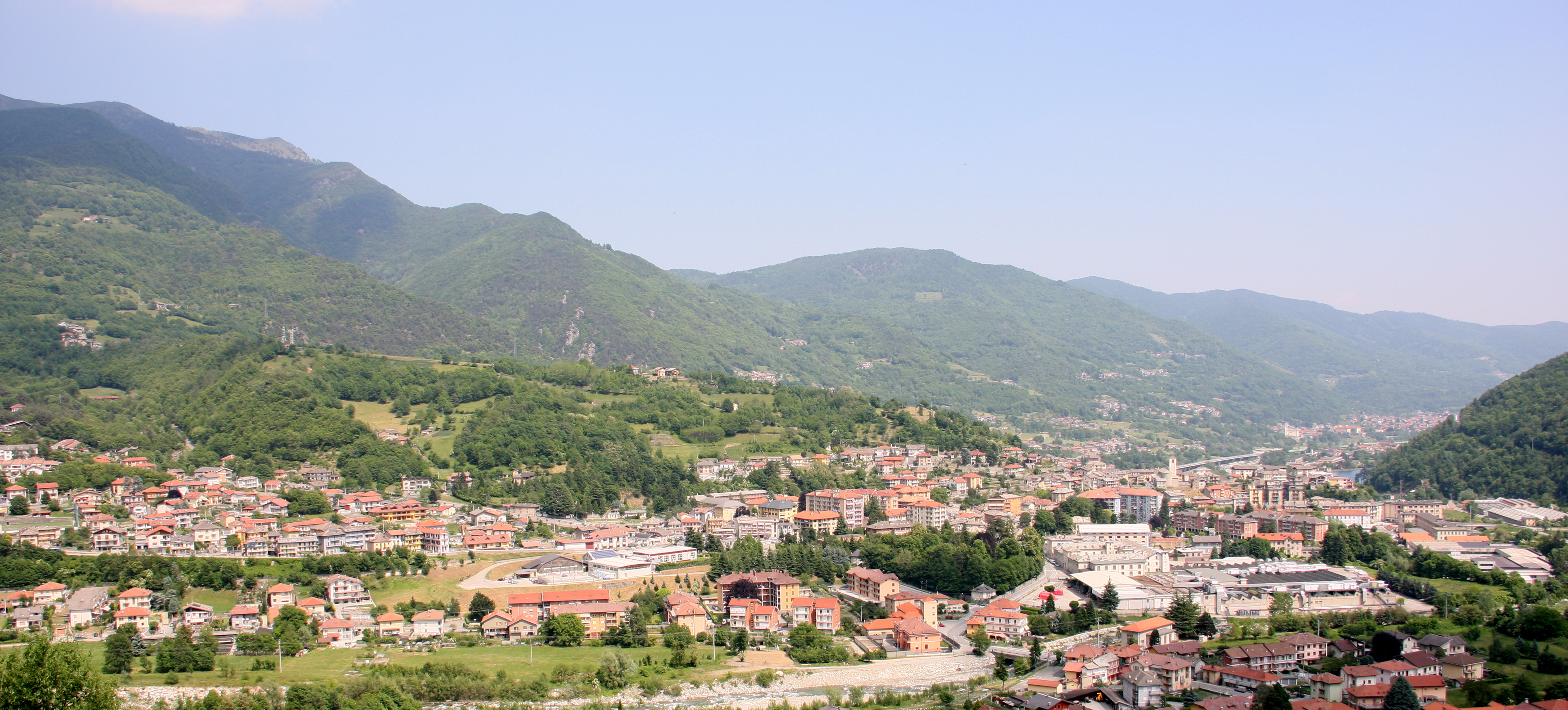
Perosa Argentina
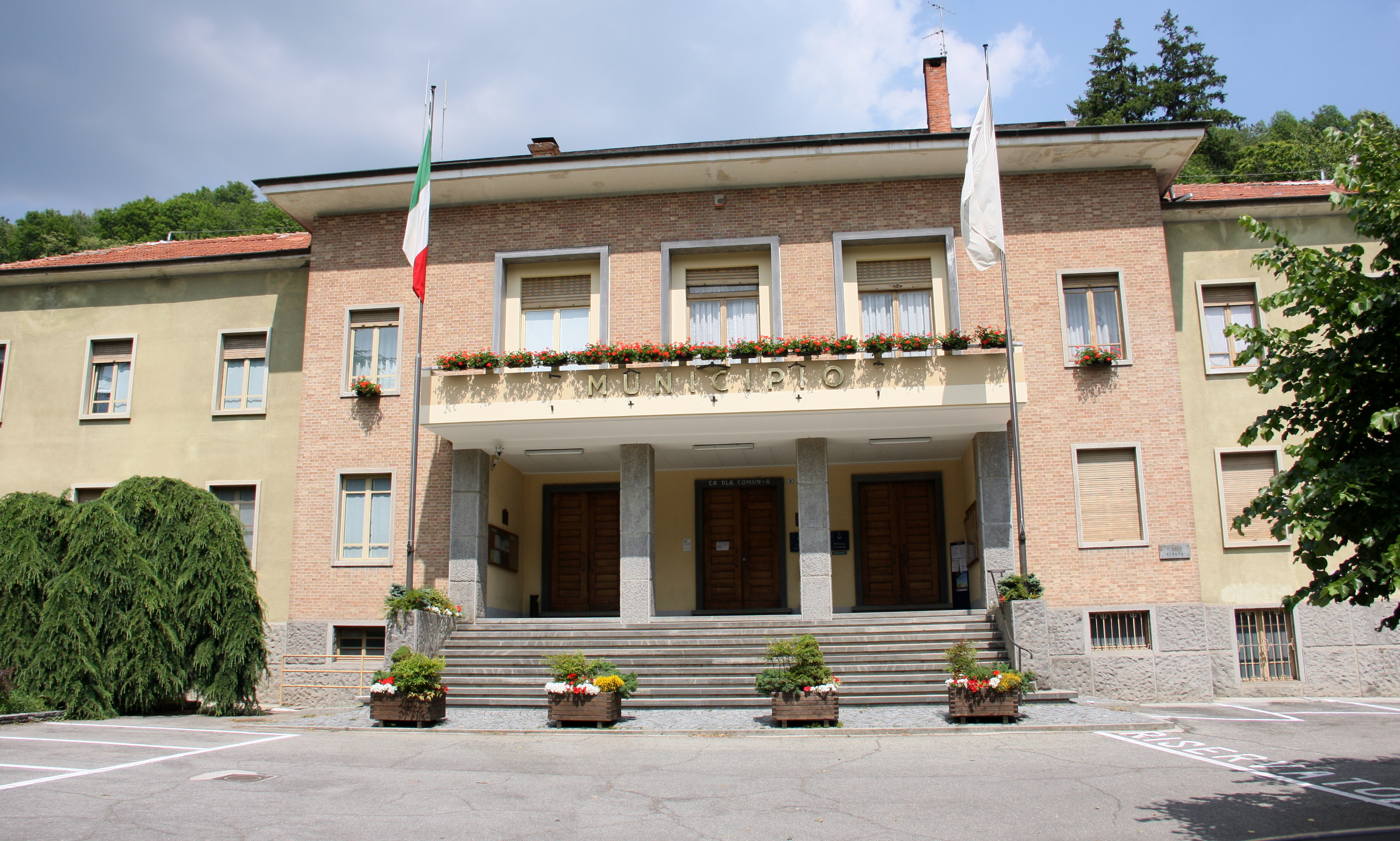
Gemeentehuis
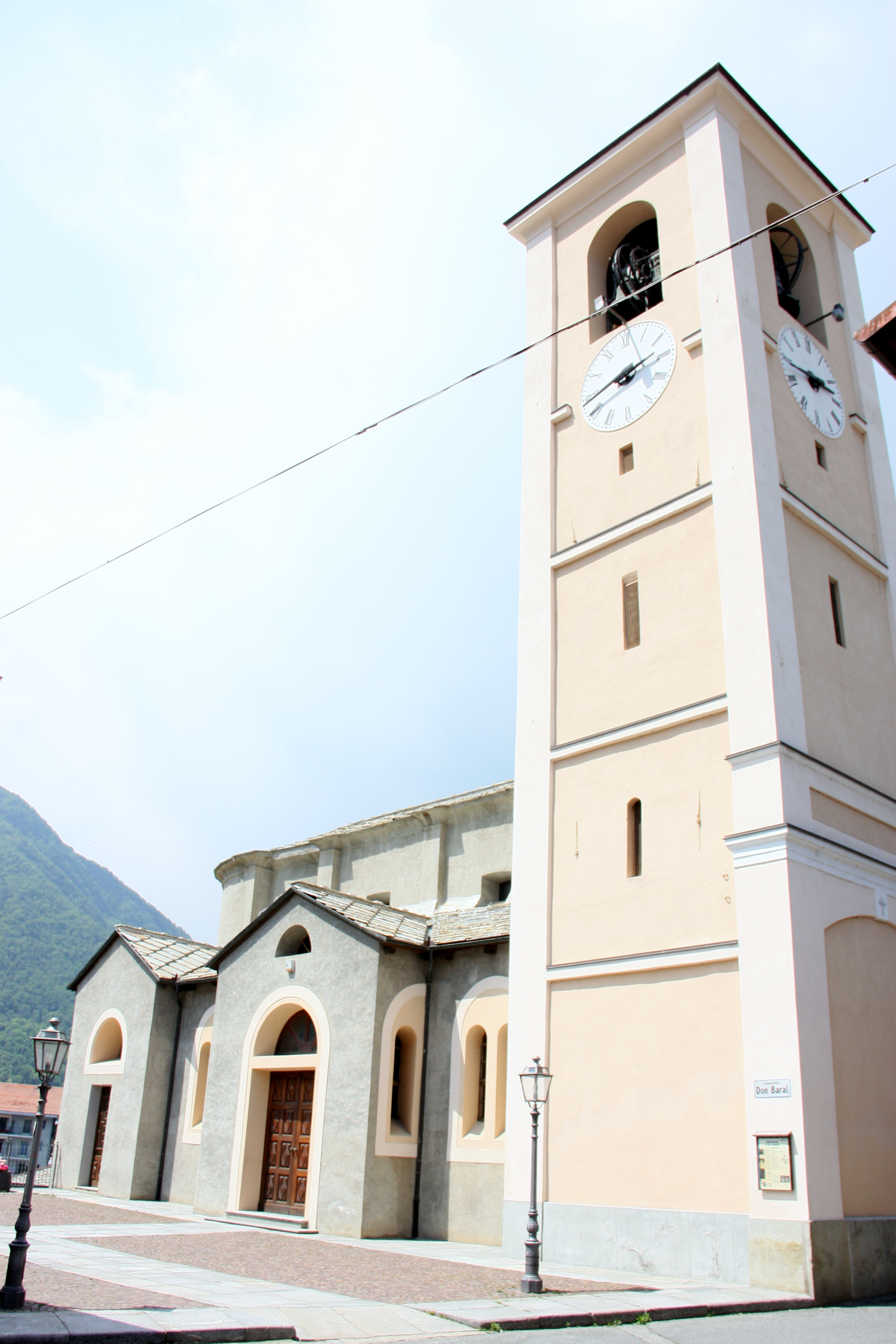
Parochiekerk van San Genesio

## Demografie
Perosa Argentina telt ongeveer 1701 huishoudens. Het aantal inwoners daalde in de periode 1991-2001 met 5,0% volgens cijfers uit de tienjaarlijkse volkstellingen van ISTAT.
| Jaar | Inwoneraantal |
| ---- | ------------- |
| 1991 | 3929          |
| 2001 | 3731          |

## Geografie
Perosa Argentina grenst aan de volgende gemeenten: Coazze, Giaveno, Roure, Pinasca, Perrero, Pomaretto, Inverso Pinasca.

## Geboren
- Maria Bass (1897-1948), Zwitserse kunstschilderes
- Luigi Barral (1907-1962), wielrenner